# رود ایژ
رود ایژ (انگلیسی: Izh) یک رودخانه در استان تاتارستان کشور روسیه است.